# Euralair
Euralair fue una compañía aérea de vuelos chárter de Francia, con base en Bourget.

## Historia
- 1964 : Creación de la compañía, su presidente fue Alexandre Couvelaire. Propone un servicio de vuelos- taxis para hombres de negocios.
- 1966 : Euralair recibe la licencia como compañía de transporte público y se transforma en compañía de vuelos chárter. Opera sus primeros vuelos en 1968.
- 1990: en la década de 1990 Euralair incluye en su flota el Boeing 737 .

- 1999: fue la primera compañía francesa en operar con el Boeing 737-800.

- 2002: comienzan los servicios a África occidental con un  Airbus A310.

- 2003 : Euralair entra en quiebra y es rescatada en el último momento por el grupo Angel Gate Aviation.
- 2004 : en febrero Euralair reemprende sus operaciones, bajo el nombre de Air Horizons.

## Flota
Durante su historia la compañía a operado con diferentes aviones, inicialmente aviones pequeños para el servicio de taxi aéreo (cessna, Falcon, y posteriormente aviones medianos (Caravelle para charter). 
- 2 Fokker 27    (1968),
- los Falcon   (avión civil de Dassault Aviation, hasta 1987),
- Cessna Citation   (hasta 1987),
- Caravelle   (desde 1972),

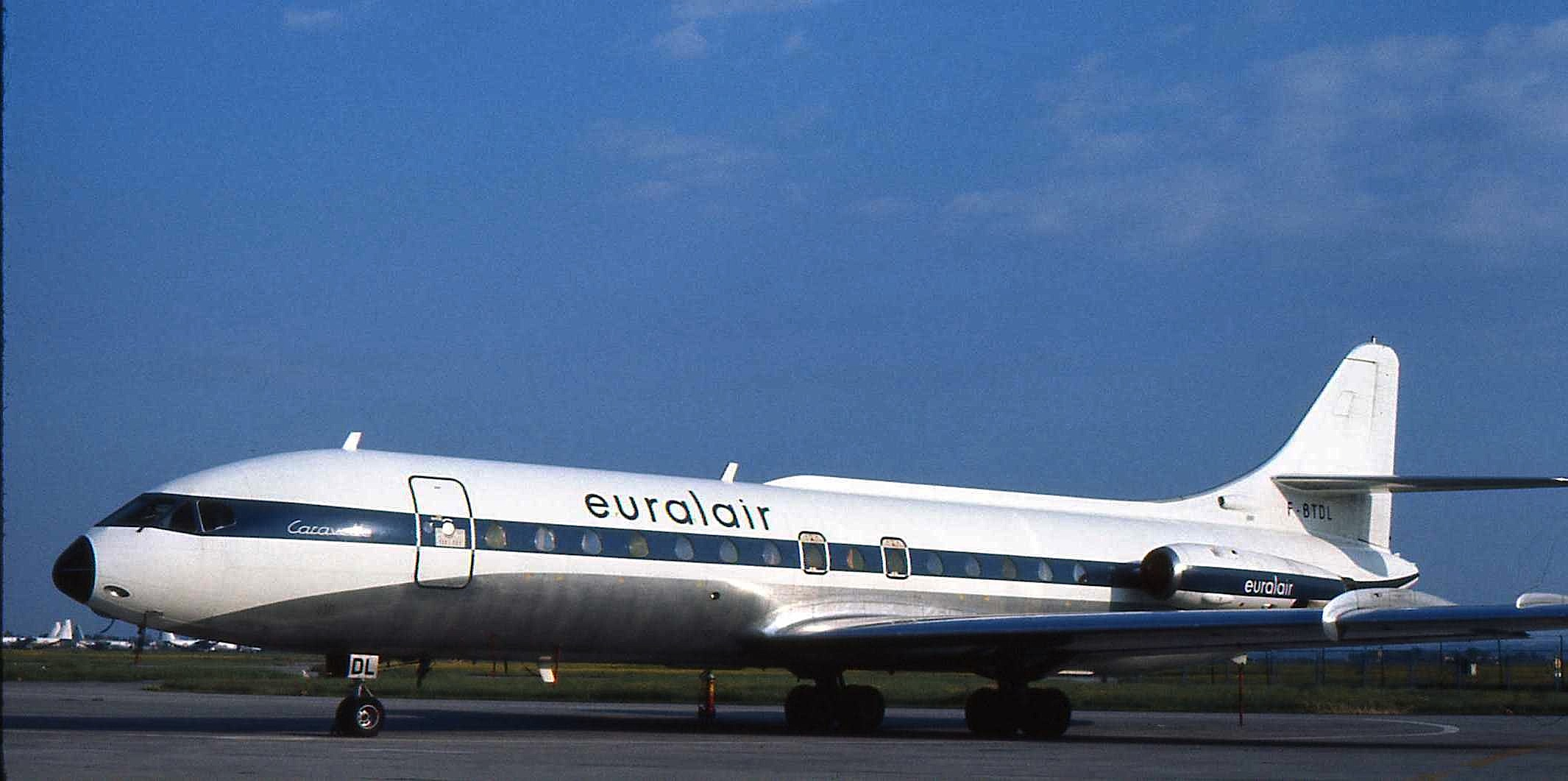
Un Caravelle (F-BTDL) al Aeropuerto de Pisa en 1974.

- 5 Boeing 737-200     (desde 1979)
- Boeing 737-500     (desde 1987),
- 2 BAE 146      (desde 1988),
- 5 Boeing 737-800    (2 en 1999, 2 en 2000, 1 en 2001),
- 1 Airbus A310     (desde 2002)

La compañía utilizó principalmente aparatos del tipo Boeing 737.
Desde 2002 contó con un Airbus A310.